# Arquivo Nacional da Torre do Tombo
O Arquivo Nacional Torre do Tombo (ANTT) ou abreviadamente Torre do Tombo constitui o arquivo central de Portugal. Antigamente designado por Arquivo Geral do Reino, o ANTT é atualmente uma unidade orgânica nuclear da Direção-Geral do Livro, dos Arquivos e das Bibliotecas que se constitui como arquivo central do Estado Português desde a Idade Média, tendo os seus primeiros Guardas-Mores sido, também, Cronistas-Mores do Reino de Portugal. Com mais de 600 anos, é uma das mais antigas instituições portuguesas ainda ativas.
Ao longo dos séculos, a conservação dos seus documentos foi prejudicada por diversas circunstâncias: mudanças de local, incêndios, desvio de documentos para outros arquivos quando da Dinastia Filipina (1580-1640), o terramoto de 1755, a Guerra Peninsular, a transferência da corte portuguesa para o Brasil (1808-1821), e a Guerra Civil Portuguesa, entre outros.
Atualmente constitui-se numa moderna instituição, aberta a pesquisadores e ao público em geral. Encontra-se atualmente localizado na Cidade Universitária de Lisboa, freguesia de Alvalade, em Lisboa, num edifício projetado pelo arquiteto Arsénio Cordeiro, classificado, desde 2012, como monumento de interesse público.

## História
A Torre do Tombo é de uma das instituições mais antigas de Portugal com origem no século XIV, no reinado de D. Fernando I. O seu nome vem do facto de o arquivo ter estado instalado desde a sua génese em 1378 até 1755 numa torre do Castelo de São Jorge, denominada "Torre do Tombo". A designação de tombo deriva do grego tómos que significa «pedaço cortado, parte porção; pedaço de papiro; daí, tomo volume», assim, por extensão, passou a designar os suportes onde se faziam registos e os arquivos dos mesmos, sendo a Torre do Tombo o local onde se guardavam os volumes e os papéis mais importantes por ser o arquivo real, dos seus vassalos, da administração do reino e das possessões ultramarinas e das relações de Portugal com outros reinos.
Além de servir a administração régia, o serviço mais importante prestado pela Torre, foi o da emissão das certidões, solicitadas por particulares e instituições. Com base em autorização real, facultava a consulta e até o empréstimo de documentos a estudiosos.
No século XVII, teve início a organização do arquivo da Torre do Tombo, surgindo os primeiros registos e índices.
No século XVIII, o aumento do número de certidões emitidas pela Torre do Tombo, de destacar as pedidas pela Academia de História, fez aumentar o número dos seus oficiais. Neste século, foram efectuados no edifício da torre do castelo, numerosos índices, dada a necessidade de se conhecerem os documentos existentes e de se criarem os mecanismos de pesquisa para a sua recuperação, tendo sido elaborados índices das Chancelarias Régias (1715-1749), Leis e Ordenações (1731), Bulas (1732), moradores da Casa Real (1713-1742), Bulas, Breves e Transcrições Pontifícias (1751-1753).
Em 1755, em resultado do grande terramoto que atingiu Lisboa e que ameaçou de ruína a referida torre, desde então o arquivo foi transferido para o Mosteiro de São Bento (atual Palácio de São Bento). Nessas instalações manteve-se até à construção de um moderno edifício-sede, na Cidade Universitária de Lisboa, para onde foi transferido em 1990 cerca de 35 km de documentação. Ocupando uma área de 54 900 metros quadrados e contando com cerca de cem quilómetros de prateleiras, este moderno edifício possui três áreas principais: uma para arquivo e investigação, uma para a realização de atividades culturais e a última para os serviços administrativos.
Entre 1997 e 2006, a Torre do Tombo, organismo dependente do Ministério da Cultura, foi oficialmente denominado Instituto dos Arquivos Nacionais/Torre do Tombo (IANTT), possuindo simultaneamente funções de arquivo nacional e de órgão de coordenação da política arquivística nacional. O IANTT, além do arquivo da Torre do Tombo, supervisionava também a generalidade dos arquivos distritais de Portugal.
O Decreto-Lei n.º 215/2006, de 27 de outubro, extinguiu o Instituto dos Arquivos Nacionais/Torre do Tombo e o Centro Português de Fotografia, «sem prejuízo da preservação das respectivas identidades», e integrou as suas atribuições na então criada Direcção-Geral de Arquivos.
O Decreto-Lei n.º 103/2012, de 16 de maio, procedeu à fusão da Direção-Geral do Livro e das Bibliotecas com a Direção-Geral dos Arquivos, dando origem à Direção-Geral do Livro, dos Arquivos e das Bibliotecas onde o Arquivo Nacional Torre do Tombo se integra como unidade orgânica nuclear.

## Edifício

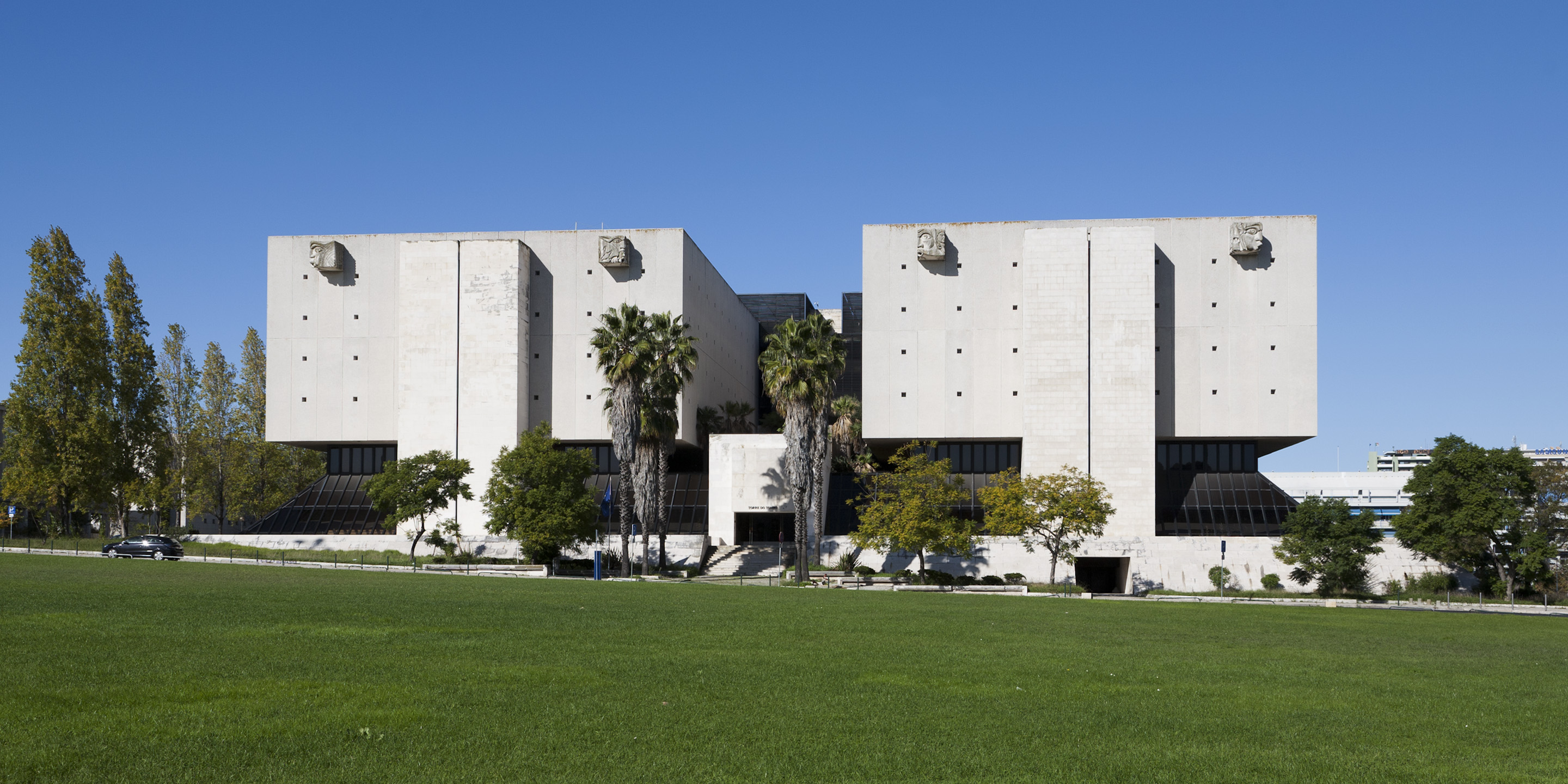
Fachada principal da Torre do Tombo, vista a partir da Alameda da Universidade

O Arquivo Nacional da Torre do Tombo encontra-se sediado na Torre do Tombo, edifício localizado na Alameda da Universidade, parte da Cidade Universitária, em Alvalade, Lisboa. 
O projecto, vencedor em concurso público entre mais de 20 projectos concorrentes, é da autoria de arquiteto Arsénio Cordeiro em colaboração com António Barreiros Ferreira. O lançamento da primeira pedra ocorreu a 17 de Junho de 1985. O edifício encontra-se classificado, desde 2012, como monumento de interesse público.
A Torre do Tombo, inaugurada em 1990, dispõe de uma área de cerca de 55 000 m2, distribuídos por sete pisos. O edifício está dividido em três zonas principais: arquivo e investigação; serviços administrativos e espaço para divulgação como salas de leitura, auditório e sala de exposições. Conta atualmente com cerca de 150 km lineares de prateleiras destinadas ao depósito documental e está prevista uma solução de ampliação de todas as instalações em caso de necessidade. Também em caso de calamidade o edifício está preparado para abater sobre si próprio, conservando sob os escombros o seu património o mais protegido possível, à imagem do que aconteceu no terramoto de 1755.
O seu edifício correspondente à 2ª classe de patologia de estruturas de edifícios. Essa mesma classe refere-se às construções em alvenaria que suportam pavimentos horizontais suportados com vigas não ligadas à alvenaria nos pontos de apoio, este tipo de classe tem como características o suporte das cargas por flexão e corte; a autonomia estática das paredes verticais que prescindem da colaboração das vigas horizontais; ligações que não são livres, mas sim dotadas de atrito; o verso do ligamento dos pavimentos que deve ser alienadamente variados nos vários andares para que não haja desligamento das paredes ao longo da altura do edifício; imposição de restrições horizontais eficazes com notáveis benefícios para estabilidade do edifício e o deslizamento livre entre as alvenarias, por outro lado, nas empenas dos edifícios, onde o pavimento é estruturado paralelamente à parede, falta uma ligação transversal, e portanto a parede pode manifestar uma tendência para criar convexidade para o exterior.
Na construção do edifício, o material utilizado foi o betão branco. O betão é um material compósito — como tal resulta da mistura de pelo menos dois materiais, de modo a obter um material com determinadas características e propriedades.

### Gárgulas

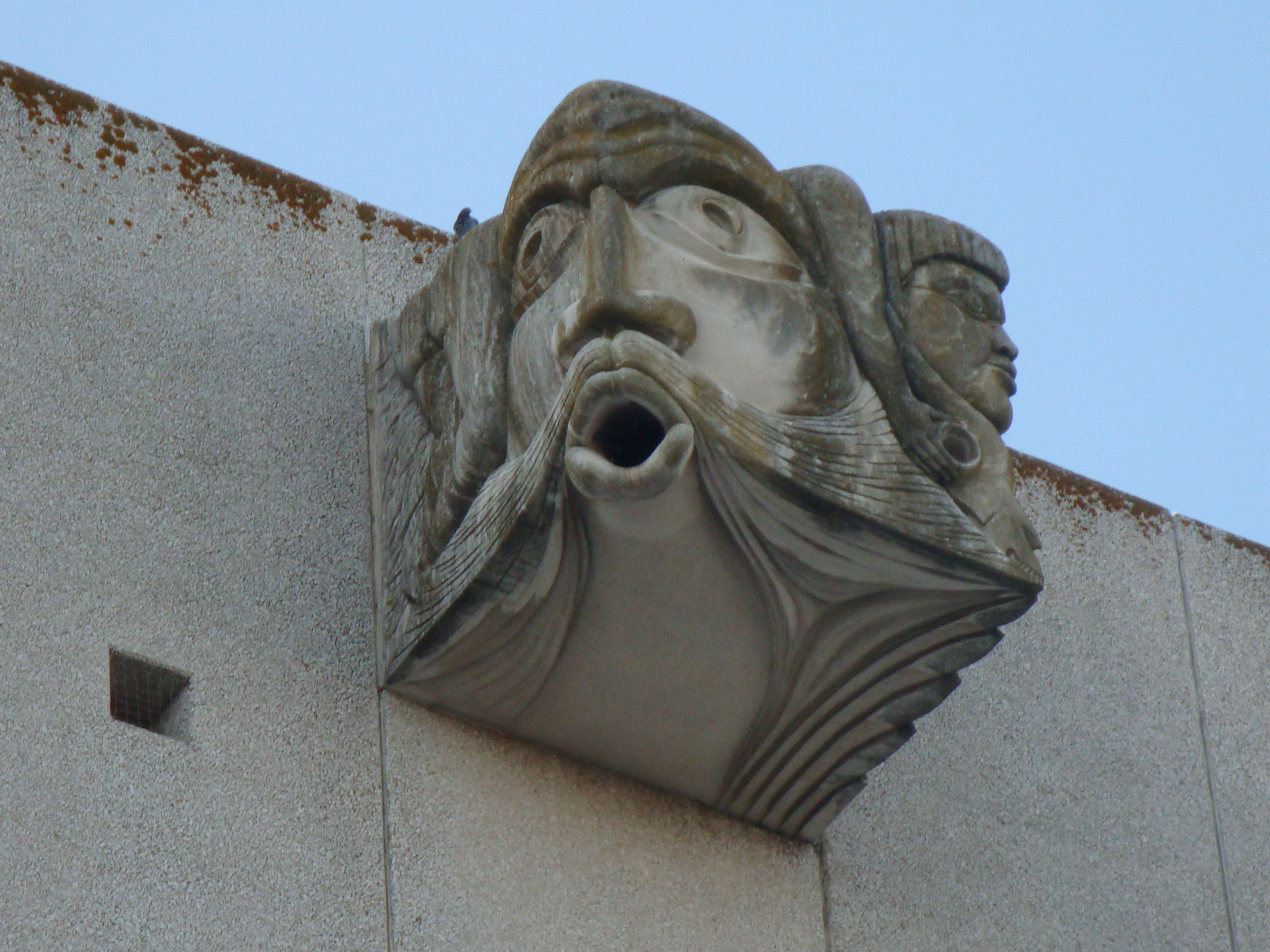
O Velho, o Novo e a Morte, José Aurélio

A convite do arquiteto Arsénio Cordeiro, o escultor José Aurélio desenvolveu um conjunto de 8 gárgulas que encimam o edifício. Estas esculturas, para além de cumprirem a sua função estrutural de escoamento de águas pluviais, são também verdadeiras obras de arte que representam conceitos ligados à memória e à comunicação.

#### Concepção e Execução
O projecto das gárgulas da Torre do Tombo teve como objectivo a integração harmoniosa das esculturas no edifício. Para tal, o artista optou por formas cúbicas, garantindo que os elementos não entrassem em conflito com a arquitectura da estrutura. Um dos principais desafios deste trabalho residiu no facto de que, após a escultura, os blocos de pedra deveriam manter a sua forma cúbica original.
Cada gárgula foi esculpida a partir de um monólito cúbico de moleanos médio com 30 toneladas e mais de dois metros de lado. O processo de escultura ocorreu numa oficina especializada na transformação de pedra, situada na região de Porto de Mós, próxima das pedreiras de onde provinha a matéria-prima.
Uma particularidade do trabalho foi a necessidade de intervir em todas as faces do cubo. Cinco dessas faces foram esculpidas com os elementos representativos, enquanto a sexta recebeu uma cavidade perfeitamente cúbica, destinada a encaixar-se numa estrutura saliente da fachada do edifício. Após trabalhadas, cada gárgula passou a pesar cerca de 18 toneladas, tornando a sua instalação um desafio de grande complexidade.

#### Tipos de Gárgulas
As oito gárgulas da Torre do Tombo estão distribuídas pelas fachadas sul e norte e dividem-se em duas categorias: as Guardiãs e as Dicotomias.
As Guardiãs simbolizam suportes de escrita ou formas de comunicação, estando voltadas para o exterior, representando a difusão do conhecimento. Na fachada sul encontram-se a Guardiã das Ondas Hertzianas e a Guardiã do Alfabeto, enquanto na fachada norte estão a Guardiã dos Papiros e a Guardiã das Tábuas.
Já as Dicotomias representam conceitos essenciais da história da humanidade ligados à memória. Diferente das Guardiãs, estas figuras estão voltadas para o interior e posicionadas entre elas. Na fachada sul encontram-se as figuras: O Bem e o Mal e O Velho, o Novo e a Morte. Na fachada norte situam-se  A Tragédia e a Comédia e A Guerra e a Paz.

#### Características técnicas
Características físico-mecânicas:
- Resistência mecânica à compressão: 953 kg/cm²
- Resistência mecânica à compressão após teste de gelividade: 1030 kg/cm²
- Resistência mecânica à flexão: 105 kg/cm²
- Massa volúmica aparente: 2567 kg/m3
- Absorção de água à P. At. N.: 1,73%
- Porosidade aberta: 4,44%
- Coeficiente de dilatação linear térmica: 5×10−6 °C−1
- Resistência ao desgaste: 4,2 mm
- Resistência ao choque: altura mínima de queda: 40 cm

## Lista de guarda-mores e diretores
São indicadas as datas de nomeação para o cargo de guarda-mor e depois diretor:
1. 1387 – João Anes
2. 1403 – Gonçalo Esteves
3. 1414 – Gonçalo Gonçalves
4. 1418 – Fernão Lopes
5. 1454 – Gomes Eanes de Zurara
6. 1475 – Afonso Eanes de Óbidos
7. 1483 – Fernão Lourenço
8. 1486 – Vasco Fernandes Lucena
9. 1497 – Rui de Pina
10. 1523 – Fernão de Pina
11. 1548 – Damião de Góis
12. 1571 – António de Castilho
13. 1591 – Rodrigo Homem
14. 1606 – Luís Ferreira de Azevedo
15. 1612 – Diogo de Castilho Coutinho
16. 1632 – Manuel Jácome Bravo
17. 1634 – Gregório Mascarenhas Homem
18. 1640 – Cristóvão Cogominho
19. 1641 – Cristóvão de Matos de Lucena
20. 1644 – João Pinto Ribeiro
21. 1650 – António de Carvalho de Parada
22. 1656 – Aires Falcão Pereira
23. 1666 – José Carneiro de Morais
24. 1667 – João Duarte de Resende
25. 1678 – D. António Álvares da Cunha, 17.º Senhor de Tábua de juro e herdade
26. 1690 – António da Cunha Pinheiro
27. 1695 – José de Faria
28. 1703 – Luís do Couto Félix
29. 1713 – José Couceiro de Abreu e Castro
30. 1742 – Martinho de Mendonça de Pina e Proença
31. 1745 – Eng.º Manuel da Maia
32. 1768 – José de Seabra da Silva
33. 1774 – José Pereira Ramos de Azeredo Coutinho
34. 1799 – José de Seabra da Silva
35. 1802 – Luís Pinto de Sousa Coutinho, 1.° Visconde com Grandeza de Balsemão
36. 1806 – Francisco Velho da Costa de Mesquita Castelo-Branco
37. 1813 – Francisco José de Horta Machado
38. 1813 – António Salter de Mendonça
39. 1821 – Manuel Francisco de Barros e Sousa de Mesquita de Macedo Leitão e Carvalhosa, 2.° Visconde de Santarém
40. 1834 – D. Frei Francisco de São Luís Saraiva, O.S.B.
41. 1836 – António Nunes de Carvalho
42. 1838 – António Manuel Lopes Vieira de Castro
43. 1842 – Manuel Francisco de Barros e Sousa de Mesquita de Macedo Leitão e Carvalhosa, 2.° Visconde de Santarém
44. 1856 – Joaquim José da Costa Macedo
45. 1861 – António de Oliveira Marreca
46. 1887 – José Manuel da Costa Basto
47. 1902 – Roberto Augusto da Costa Campos
48. 1908 – António Eduardo Simões Baião
49. 1949 – Alfredo Augusto Lopes Pimenta
50. 1951 – João Martins da Silva Marques
51. 1966 – José Pereira da Costa
52. 1988 – Humberto Carlos Baquero Moreno
53. 1990 – Martim Eduardo Corte Real de Albuquerque
54. 1990 – Jorge Borges de Macedo
55. 1996 – José João da Conceição Gonçalves Mattoso
56. 1998 – Bernardo João da Silveira de Vasconcelos e Sousa
57. 2001 – Miriam Halpern Pereira
58. 2004 – Pedro Dias
59. 2005 – Silvestre de Almeida Lacerda
60. 2012 – José Manuel Cortês
61. 2015 –  Silvestre de Almeida Lacerda
62. 2025 –  Luís Filipe Santos
63. 2025 - Paulo Batista

## Arquivos "Registo Memórias do Mundo" da Unesco
O Programa "Memórias do Mundo" foi criado em 1992 pela Unesco para sensibilizar o público sobre a necessidade de preservar, valorizar o património documental. Nesse âmbito, o Arquivo Nacional da Torre do Tombo compilou um conjunto de documentos, de destacada relevância, que se encontram inscritos no registo internacional:
- Carta de Pêro Vaz de Caminha. Terra de Vera Cruz (Brasil), 1 de Maio de 1500 — primeiro documento que descreve a chegada ao Brasil, mencionando a terra e o povo;
- Tratado de Tordesillas (versão castelhana), Tordesilhas, 7 de Junho de 1494. — conjunto de acordos entre os Reis Católicos, Fernando II de Aragão e Isabel I de Castela, e o rei D. João II de Portugal, que estabelece uma nova linha de partilha entre as duas coroas, de pólo a pólo, a 370 léguas a oeste das ilhas de Cabo Verde;
- Corpo Cronológico (1161-1699) — Conjunto verdadeiramente único de 83 212 documentos públicos manuscritos, predominantemente do séc. XV e primeira metade do séc. XVI, cujo interesse reside na informação e esclarecimento sobre as relações entre os europeus, sobretudo as dos portugueses com os povos africanos, asiático e latino-americanos, no período acima indicado.